# CheckInstall
CheckInstallは、tarballで配布されているソースコードパッケージからのインストール・アンインストールを容易にするパッケージ管理システムである。

## 概要
ソースパッケージで最もよく用いられているAutotoolsとmakeによるシステム構築では、インストールファイルのバージョン管理まで行われていないことからmake installを実行すると、Makefileより生成されたオブジェクトすべてがシステムにコピーされる。もし既に同じファイル名が存在している場合に上書きしてしまう。またアンインストールの際もファイル名の確認だけで削除を実行する。よって、システム管理者は注意深くインストール・アンインストールの作業をしないとシステムファイルの依存関係を壊してしまう可能性がある。対して CheckInstall においては、ソースコードパッケージをビルドした後 make install の代わりに checkinstall を実行するだけで、Slackwareパッケージ、RPM Package ManagerまたはDebianパッケージと互換性のあるパッケージが生成されるので、システムにインストールしたバージョンの追跡を可能とする利点がある。

## 使用方法
1. ビルド・ディレクトリでconfigureスクリプトを実行する。
2. makeを実行してオブジェクトを生成する。
3. checkinstall を実行する。